# Nowy Oskol
Nowy Oskol (russisch Новый Оскол) ist eine Stadt in der Oblast Belgorod (Russland) mit 19.530 Einwohnern (Stand 14. Oktober 2010).

## Geografie
Die Stadt liegt etwa 110 km östlich der Oblasthauptstadt Belgorod am linken Ufer des Oskol, eines linken Nebenflusses des in den Don mündenden Sewerski Donez.
Nowy Oskol ist Verwaltungszentrum des gleichnamigen Rajons.

## Geschichte
Nowy Oskol wurde 1637 als Stojaly Ostrog im Verlauf der Belgoroder Linie entlang der damaligen Südgrenze des Russischen Reiches gegründet.
Ab 1647 hieß der Ostrog nach dem Zaren Alexei Michailowitsch Zarjow-Alexejew, jedoch bereits seit 1655 Nowy Oskol (nach dem Fluss; russisch für Neu-Oskol, zur Abgrenzung von der bereits früher bestehenden, flussaufwärts gelegenen Befestigung Oskol, heute Stadt Stary Oskol, also Alt-Oskol).
1779 wurde das Stadtrecht als Verwaltungszentrum eines Kreises (Ujesds) verliehen.
Im Zweiten Weltkrieg wurde Nowy Oskol am 3. Juli 1942 von der deutschen Wehrmacht besetzt und am 28. Januar 1943 von Truppen der Woronescher Front der Roten Armee während des Vorrückens in Richtung Belgorod zurückerobert.

### Bevölkerungsentwicklung
| Jahr | Einwohner |
| ---- | --------- |
| 1897 | 2.996     |
| 1926 | 2.100     |
| 1939 | 5.371     |
| 1959 | 12.908    |
| 1970 | 15.850    |
| 1979 | 17.887    |
| 1989 | 20.072    |
| 2002 | 20.892    |
| 2010 | 19.530    |

Anmerkung: Volkszählungsdaten (1926 gerundet)

## Kultur und Sehenswürdigkeiten
Im Dorf Welikomichailowka des Rajons Nowy Oskol befindet sich das Museum der Ersten Reiterarmee, die unter Semjon Budjonny im Russischen Bürgerkrieg auch in diesem Gebiet operierte.

## Wirtschaft
In Nowy Oskol gibt es Betriebe der Lebensmittelindustrie und der Baumaterialienwirtschaft.
Die Stadt liegt an der auf diesem Abschnitt 1897 eröffneten Eisenbahnstrecke Moskau–Jelez–Waluiki–Donezbecken (Streckenkilometer 678).
Durch Nowy Oskol führt die Regionalstraße R185 Belgorod–Korotscha–Alexejewka–Rossosch, von welcher hier die R187 über Waluiki nach Rowenki und die R188 nach Stary Oskol abzweigen.